# 광운대역
광운대역(光云大驛, Kwangwoon Univ. station)은 대한민국 서울특별시 노원구 월계동에 있는 수도권 전철 1호선과 수도권 전철 경춘선의 전철역이자 환승역이다.
일부 전동열차의 시종착역이며, 중앙선 전철의 운행계통 분리 이전에는 용산 - 경원선 - (역명개명 전) 성북 국철 구간 전동열차의 시종착역이었다. 또한 망우역 구간으로 이설되기 이전에 경춘선이 이 역을 통과했고, 경춘선이 복선 전철화된 후에는 평일 한정으로 망우선 경유 광운대행 열차가 1일 2회 운행된다.
역 근처에는 주박기지인 성북차량분소가 있으며, 수도권 전철 1호선 전동열차 8편성이 야간에 성북분소에서 주박한다.

## 역사
- 1939년 6월: 연촌역(硯村驛)으로 영업 개시
- 1963년 3월 : 성북역(城北驛)으로 역명 변경
- 1974년 8월 15일 : 수도권 전철 1호선 성북역~인천역 구간 개통과 함께 종착역으로 영업 개시
- 1985년 8월 22일 : 수도권 전철 1호선 성북역~창동역 구간 연장 개통과 함께 중간역이 됨
- 1998년 2월 16일 : 경춘선 성북~춘천 비둘기호열차를 통일호로 승격
- 2004년 4월 1일 : 경춘선 통일호 운행중단
- 2013년 2월 25일 : 광운대역(光云大驛)으로 역명 변경
- 2013년 11월 4일 : 수도권 전철 경춘선 광운대~망우선~상봉 구간 추가 개통과 함께 종착역으로 환승역이 됨

## 개요
수도권 전철 1호선이 운행하며, 대부분의 병점·서동탄·천안·신창발 전동차의 시·종착역이며, 이문차량사업소로 입고하는 1호선 열차의 시·종착역이다. 1939년 6월 연촌역(硯村驛)으로 영업을 개시하였다. 바로 이어 사철인 경춘철도(현 경춘선)가 개통되었으며, 광복 이후인 1946년 5월, 미 군정이 사철 접수령을 반포하여 국유화되었다. 1963년 3월에는 역명이 성북역(城北驛)으로 변경되었으며, 당시에는 역 위치가 성북구에 속하였으나 수차례 행정 구역 개편과 분구에 의하여 노원구 관할에 속하게 되면서 성북구에 있는 것으로 오인하는 경우가 많아 광운대학교와 인근 주민들의 요청으로 2013년 2월 25일에 수도권 전철 1호선 측의 역명이 성북역에서 광운대역으로 변경되었다. 1986년 9월 2일 수도권 전철 1호선이 의정부역까지 개통되면서 경원선 열차의 운행이 중단되었다. 2004년 3월까지는 경춘선 통일호의 시·종착역이었으나, 통일호의 폐지로 성북역에서 시·종착하는 일반열차가 폐지되었고 경춘선 무궁화호의 중간역이 되었다. 2005년 12월 15일까지는 용산 ~ 성북 간 경원선 전동차가 이 역에서 시·종착하였다. 그러나 이후 회기~덕소 구간 중앙선 연장 개통과 함께 수도권 전철 중앙선으로 분리되어서 더 이상 운행되지 않게 되자, 병점역에서 지하 청량리역까지 운행하던 열차가 성북역까지 연장 운행하게 되었다. 가끔씩 무궁화호 열차가 특별 관광열차로 운영하면서 광운대역 5번 승강장에 정차한다. 구 경춘선 선로에는 현재 1개의 가공전차선을 새로 설치하였다. 2006년 7월 한국철도공사 지사제 발족 당시 수도권북부지사의 지사 소재역으로 지정되었다. 2009년 9월 시행된 조직개편으로 각 지사가 지역 본부로 축소됨에 따라 수도권북부지사와 수도권동부지사가 수도권동부본부로 합병되면서 대표역이 청량리역으로 변경, 지역 본부 대표역의 역할을 위임하였다. 2010년 12월 21일부터 경춘선이 복선 전철화되어 수도권 전철로 개통되고 선로가 이설되어 더 이상 이 역에서 경춘선 무궁화호 열차가 운행되지 않는다. 무궁화호 폐지 이후 경춘선 승강장은 전동열차용 고상 홈으로 개조하여 광운대역 출발 서동탄행, 신창행 열차의 승강장으로 사용하고 있다. 2013년 11월 14일 수도권 전철 경춘선 전동차가 망우선을 이용하여 경춘선의 시·종착 역이 광운대역으로 평일에 한하여 아침 1회, 저녁 1회 왕복 연장됨에 따라 경춘선 열차를 광운대역에서도 다시 이용할 수 있게 되었다. 경춘선 측 역에 따로 부여된 역 번호는 없어 1호선의 역번인 119번을 이용하나 망우역 이후 경춘선의 역번과 부호만 다를 뿐 숫자는 연결된다.
2023년 12월 16일부터는 연천방면 일부 전동열차가 광운대에서 시종착한다.

## 명칭에 관한 이야기
개업 당시에는 연촌역이라고 하였는데, 연촌 또는 그 고유어명인 벼루말은 역 소재지의 전통적인 이름이었다. 이후 성북역으로 개칭하였는데, 당시에는 성북구 소재였기 때문이었다. 이후 1973년에 도봉구, 1988년에 노원구가 순차적으로 분구되어 현재는 노원구 월계동 소재다. 이에 따라 역 이름으로 인해 성북구에 있는 것으로 오인하는 등 혼란이 발생하여, 2011년 8월 17일부터 노원구청은 성북역의 명칭 변경을 추진, 주민들의 의견을 수렴하였다. 이와 함께 광운대학교는 성북역이 ‘광운대역’으로 개명되기를 희망하였다. 노원구청이 실시한 지역주민 의견 수렴 결과는 다음과 같다.
| 명칭 변경안                            | 찬성 명수 | 찬성률(%) |
| -------------------------------------- | --------- | --------- |
| 광운대                                 | 599       | 51.9      |
| 광운대입구                             | 325       | 28.2      |
| 연촌                                   | 103       | 8.9       |
| 기타 (성북, 벼루말, 월계성당, 월광 등) | 127       | 11.0      |
| 계                                     | 1,154     | 100       |

이에 한국철도공사는 설문 조사를 신뢰하기 어렵고, 내부 규정에 의하여 광운대(학교명)로 개정하는 것은 불가하다는 입장을 보였다. 다만 광운대 단일 역명 제안은 역명심의위원회에 상정하기 어려우나 복수 제안은 상정 검토하겠다고 밝혔으나, 지역 정치인들의 지속적 역명 변경 요구로 2012년 12월 역명심의위원회에서 광운대역으로 변경이 확정되었고 이듬해인 2013년 2월 25일에 광운대역으로 변경되었다.
또한 성북구청과 서울성북경찰서는 수도권 전철 4호선과 서울 경전철 우이신설선의 환승역인 성신여대입구역에서, 서울성북소방서는 수도권 전철 4호선 길음역, 성북동은 수도권 전철 4호선 한성대입구역에서 더욱 가까이 위치해 있다.

## 역 구조
2번 승강장은 서동탄행의 시·종착 홈이다. 2010년 12월 20일까지 4번과 5번 타는 곳에는 경춘선 무궁화호가 정차하였다. 경춘선 무궁화호 저상 홈이었던 4번과 5번 타는 홈이 고상 홈으로 되었다. 의정부방향 끝 부분에 일부분은 아직 저상홈이나, 열차가 정차할 요건이 되지 않는다. 수도권 전철 1호선의 승강장으로 활용 중에 있으며 이문차량사업소로 입·출고 하는 열차가 5번홈에서 시·종착한다. 또한 2013년 11월 4일부터 수도권 전철 경춘선 열차가 5번홈에서 시·종착한다. 이 역에서는 동두천 - 인천 급행 열차가 인천행으로 행선이 바뀌면서 열번은 그대로 운행을 시작한다. 출입구는 3개이다.

### 승강장
3면 5선의 승강장을 갖춘 지상역이며, 4번, 5번 승강장을 제외한 나머지 승강장은 반밀폐형 스크린도어가 설치되어 있다.
| ↑월계(1호선)/시·종착역(수도권 전철 경춘선) |
| \| ２３ \| ４５ \|                         |
| 석계(1호선)↓/상봉(수도권 전철 경춘선)↓     |

| 1 | ● 수도권 전철 1호선  | 당역 종착 의정부 · 양주 · 동두천중앙 · 동두천 · 연천 방면 (일반, 급행)        |
| 2 | ● 수도권 전철 1호선  | 당역 종착 구로 · 인천 · 병점 · 서동탄 · 천안 · 신창 방면                      |
| 3 | ● 수도권 전철 1호선  | 구로 · 서동탄 · 부천 · 인천 방면                                              |
| 4 | ● 수도권 전철 1호선  | 이문기지 입고 열차 당역 종착 소요산 · 부천 · 인천 · 서동탄 · 천안 · 신창 방면 |
| 5 | ● 수도권 전철 경춘선 | 춘천 방면                                                                     |

## 역 주변
- 광운대학교
  - 광운대학교 아이스링크 (대학아이스하키리그 광운대학교 홈구장)
- 이문차량사업소[5]
- 이마트 타운 월계점
  - 이마트 월계점
  - 트레이더스 홀세일 클럽 월계점
  - 일렉트로마트 월계점

## 사진

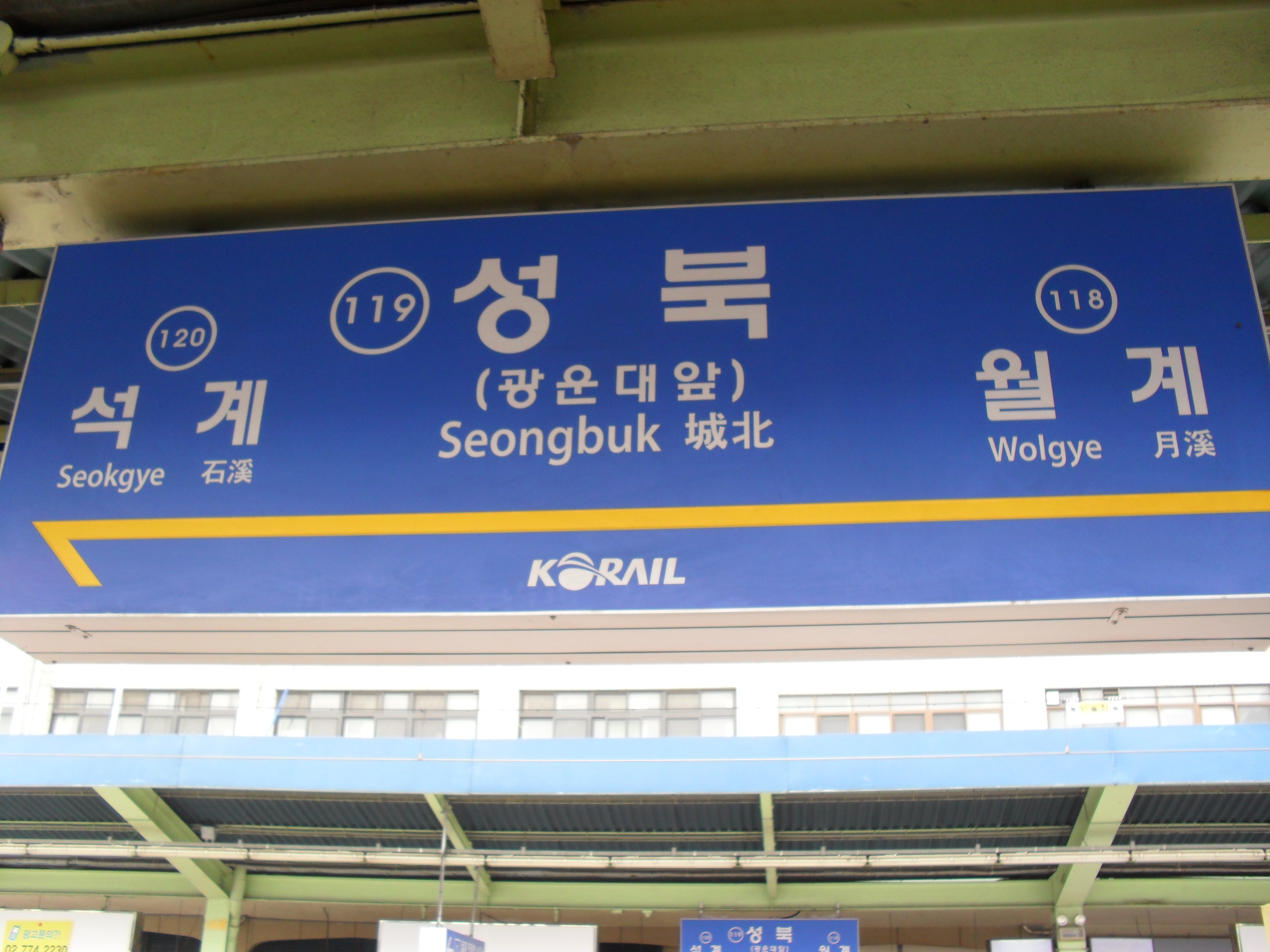
성북역 시절 인천·신창·서동탄 방향 역명판
성북역 시절 2번 승강장 선로
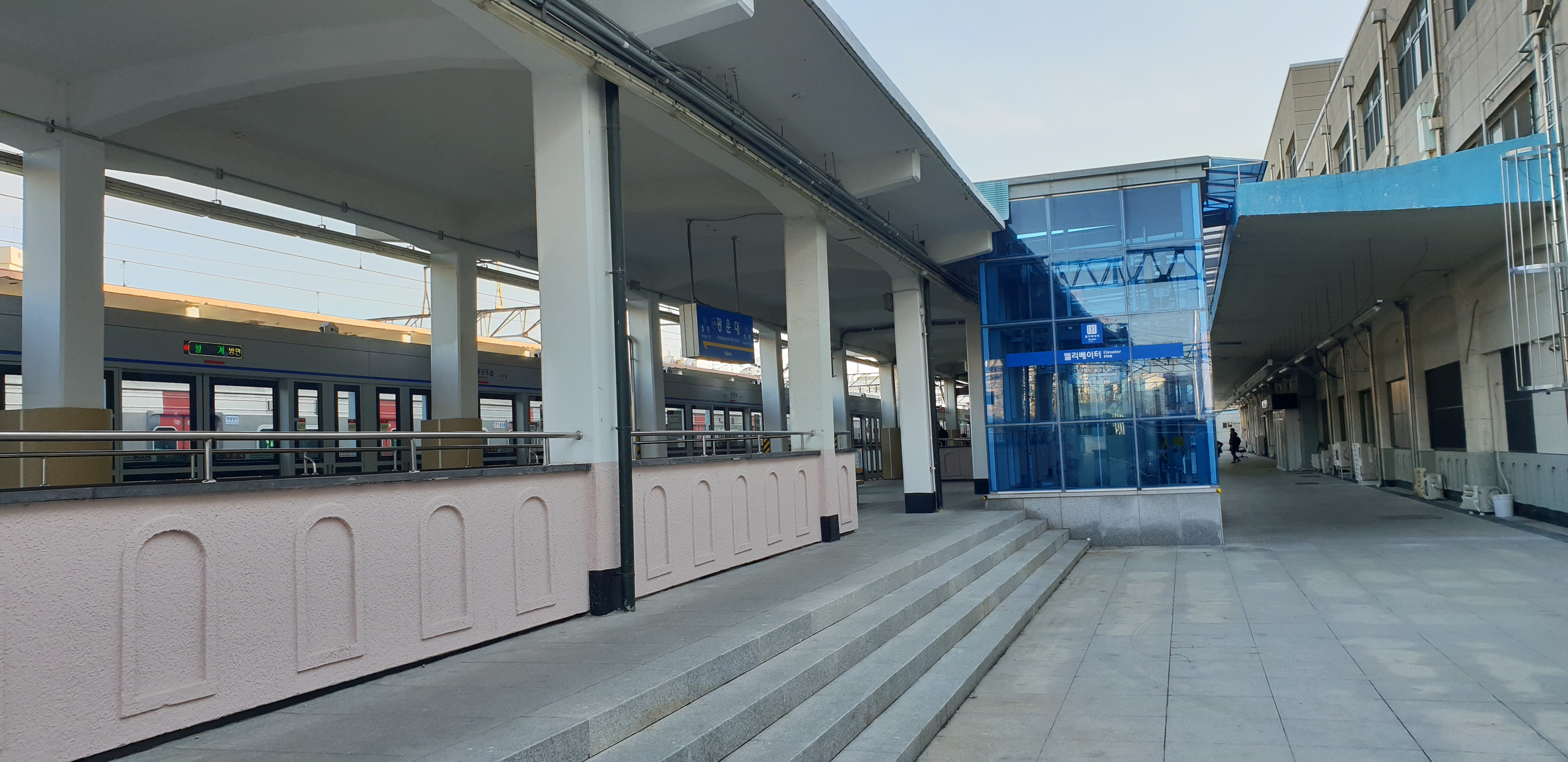
1번 승강장(소요산 방향, 스크린도어 설치 후)
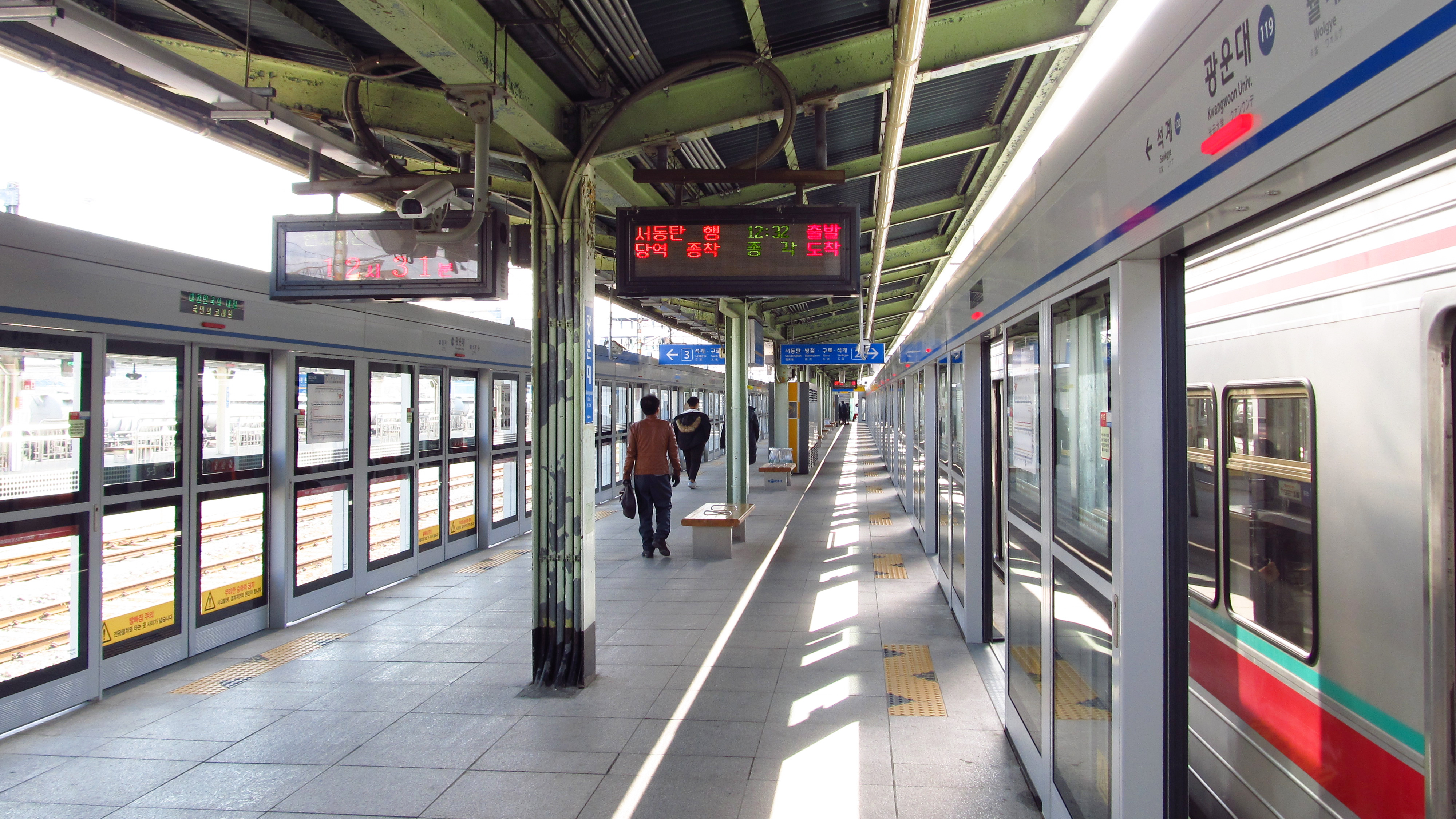
광운대역 승강장 전경 (석계역 방향은 서동탄, 병점, 인천, 구로, 서울 방면이다.)

## 이용객 변동
| 노선  | 노선 | 일평균 인원수 (명/일) | 일평균 인원수 (명/일) | 일평균 인원수 (명/일) | 일평균 인원수 (명/일) | 일평균 인원수 (명/일) | 일평균 인원수 (명/일) | 일평균 인원수 (명/일) | 일평균 인원수 (명/일) | 일평균 인원수 (명/일) | 일평균 인원수 (명/일) | 각주                  | 각주                  | 각주                  | 각주  |
| 노선  | 노선 | 2000년                | 2001년                | 2002년                | 2003년                | 2004년                | 2005년                | 2006년                | 2007년                | 2008년                | 2009년                | 각주                  | 각주                  | 각주                  | 각주  |
| ----- | ---- | --------------------- | --------------------- | --------------------- | --------------------- | --------------------- | --------------------- | --------------------- | --------------------- | --------------------- | --------------------- | --------------------- | --------------------- | --------------------- | ----- |
| 1호선 | 승차 | 20,417                | 18,223                | 16,990                | 17,673                | 13,829                | 13,818                | 12,455                | 12,449                | 12,402                | 12,220                | [ 6 ]                 | [ 6 ]                 | [ 6 ]                 | [ 6 ] |
| 1호선 | 하차 | 16,765                | 13,651                | 16,369                | 14,829                | 12,382                | 12,377                | 11,327                | 11,414                | 11,496                | 11,202                | [ 6 ]                 | [ 6 ]                 | [ 6 ]                 | [ 6 ] |
| 노선  | 노선 | 일평균 인원수 (명/일) | 일평균 인원수 (명/일) | 일평균 인원수 (명/일) | 일평균 인원수 (명/일) | 일평균 인원수 (명/일) | 일평균 인원수 (명/일) | 일평균 인원수 (명/일) | 일평균 인원수 (명/일) | 일평균 인원수 (명/일) | 일평균 인원수 (명/일) | 일평균 인원수 (명/일) | 일평균 인원수 (명/일) | 일평균 인원수 (명/일) | 각주  |
| 노선  | 노선 | 2010년                | 2011년                | 2012년                | 2013년                | 2014년                | 2015년                | 2016년                | 2017년                | 2018년                | 2019년                | 2020년                | 2021년                | 2022년                | 각주  |
| 1호선 | 승차 | 12,129                | 10,907                | 10,635                | 10,594                | 10,542                | 10,413                | 10,289                | 9,496                 | 9,557                 | 9,674                 | 6,743                 | 11,361                | 7,326                 | [ 6 ] |
| 1호선 | 하차 | 11,066                | 10,055                | 9,866                 | 9,609                 | 9,787                 | 9,690                 | 9,613                 | 9,425                 | 9,177                 | 9,272                 | 6,447                 | 6,598                 | 7,197                 | [ 6 ] |

## 인접한 역
| 경원선               | 경원선                               | 경원선                         |
| -------------------- | ------------------------------------ | ------------------------------ |
| 118 월계 연천 방면   | ● 수도권 전철 1호선 경원-경인선 완행 | 120 석계 인천 방면             |
| 시·종착역            | ● 수도권 전철 1호선 경부선 완행      | 120 석계 서동탄·신창 방면      |
| 116 창동 동두천 방면 | ● 수도권 전철 1호선 경원선 급행      | 이 역부터 전 역 정차 인천 방면 |
| 망우선               |                                      |                                |
| 시·종착역            | ● 수도권 전철 경춘선 지선 완행       | K120 상봉 춘천 방면            |